# Strobilanthes tubiflos
Strobilanthes tubiflos är en akantusväxtart som först beskrevs av Charles Baron Clarke, och fick sitt nu gällande namn av John Richard Ironside Wood. Strobilanthes tubiflos ingår i släktet Strobilanthes och familjen akantusväxter. Inga underarter finns listade i Catalogue of Life.